# Na slovíčko
Na slovíčko (v anglickém originále The Final Countdown) je druhý díl čtvrté série britského sitcomu z prostředí informačních technologií Ajťáci. Poprvé byla epizoda odvysílána 2. července 2010. České premiéry se díl dočkal 2. prosince 2011.

## Synopse
Roy se přestěhoval do nového bytu a hodlá hodit vzpomínky na minulost za hlavu. Situaci mu komplikuje umývač oken Barry, který si u něj nechá kolo a nářadí a zmizí. Moss se dostane do soutěže Na slovíčko a díky svým úspěchům i do klubu šampionů, kde ho vyzve bývalý šampion Negativ jedna na pouliční souboj. Jen Barber vrtá hlavou, proč ji odmítají vpustit na pondělní a páteční porady vedoucích oddělení. Ačkoli ji dříve porady nezajímaly a měla častou absenci, nyní má pocit, že se tam odehrává něco nestandardního, zvláště když ostatní vchází dovnitř v županech.

## Příběh
Roy se přestěhoval do nového bytu a doufá, že mu to pomůže nechat nedávnou minulost (rozchod s dívkou) za sebou. Když zrovna na záchodě vykonává potřebu, v okně se objeví podivný muž, který mu jej začne umývat. Barry – umývač oken nakonec Royovi vnutí své kolo i pracovní pomůcky pod záminkou, že si je zanedlouho vyzvedne. Nestane se tak a Roy je nucen vyvěsit plakáty po městě, v nichž Barryho vyzývá, aby si vyzvedl své věci. Roy potká svého bývalého spolužáka Alistaira a zeptá se jej, kde pracuje. Nakonec uhodne, co Alistair dělá a trochu se ho dotkne, když se bývalý spolužák nezeptá na jeho zaměstnání. Při jízdě na Barryho kole Alistaira znovu potká a nechce, aby si Alistair myslel, že pracuje jako umývač oken.
Moss se přihlásí do kvízu Na slovíčko a počíná si velmi úspěšně. Před jedním z vystoupení jej vyhledá Primus a předá mu pozvánku do klubu 8+, exkluzivního klubu bývalých šampionů soutěže Na slovíčko. Zde dostane přezdívku „Word“. V klubu se pohybují kromě úspěšných účastníků soutěže i krásné fanynky, když sem Moss jednou vezme Roye, ten se nestačí divit. Primus vysvětluje, že fanynky kvízu jsou ty nejžhavější a nejkrásnější. Roy vyvolá údiv všech zúčastněných svým požadavkem – chce si objednat alkoholické pivo. Moss využije své autority a poručí číšníkovi, ať donese požadovaný nápoj. Když Roy vidí, že by barman musel opustit klub a jít pro pivo ven, oželí jej a objedná si kolu. 
Mosse provokuje bývalý šampion Negativ jedna. Výzývá jej na pouliční souboj. Primus Mosse odrazuje, tvrdí, že od pouličních soutěží ustoupili, neboť hrozí nastydnutí. Jinak je vše včetně pravidel stejné. Moss odvětí, že nosí teplé prádlo a na vyzyvatelovu pobídku zareaguje:
„Jsem tu, abych pil mléko a nakopával prdele. A sklenici mléka jsem právě dopil.“
V následujícím souboji Moss Negativa jedna dokonale ztrapní, když složí vítězné slovo vystihující vyzyvatelovu pozici. Roy (který na chvíli odešel) se vrací do prázdného klubu. Jde se podívat na balkón, přičemž se za ním zavřou dveře a on se nemůže vrátit dovnitř. Dostane se na střechu, odkud jej zachrání jistý umývač oken (není to Barry), který zde operuje s montážní plošinou. Roy z výšky opět zahlédne Alistaira a křičí na něj, že není žádný umývač oken. Když se pak podívá na svého zachránce, ten se netváří příliš vlídně. Roy se zeptá, jestli nelze zvýšit rychlost klesání plošiny.
Jen po několika absencích přichází opět na poradu vedoucích oddělení, je překvapena, že dveře jsou zamčené. Zaklepe – otevře Douglas Reynholm a vysvětlí jí, že se již nemusí porad účastnit. Jen je z toho rozladěná, má dojem, že jí něco zatajují. Najednou chce mít přehled, co se ve firmě děje, obzvlášť za zavřenými dveřmi. Její zvědavost ještě více podněcují zaměstnanci v županech, kteří vstupují dovnitř. Jen se rozhodne přijít záhadě na kloub, přehodí přes sebe župan a vloudí se dovnitř. Ke svému úžasu zde ředitel vede fitness cvičení – a dělá to velmi okázale.
Roy závěrem telefonicky kontaktuje Alistaira a vysvětlí mu, že nepracuje jako umývač oken, nybrž jako IT pracovník. Když se jej bývalý spolužák otáže, jestli pracuje s Mac OS X, Roy odpoví, že pracuje s Windows (operační systém osobních počítačů, v českém překladu „okna“).

## Obsazení
Vedlejší role v epizodě „Na slovíčko“:
| Herec / herečka  | Hraje         | Role                                             |
| ---------------- | ------------- | ------------------------------------------------ |
| Gresby Nash      | Alistar       | bývalý Royův spolužák z vysoké školy             |
| Gemma Chan       | Ivana         | fanynka soutěže Na slovíčko                      |
| Benedict Wong    | Primus        | bývalý šampion soutěže Na slovíčko               |
| David Crow       | Negativ jedna | vyzyvatel Mosse na pouliční souboj               |
| Karin Perathoner |               | recepční klubu vyvolených 8+ Na slovíčko         |
| Brian Limond     | Barry         | umývač oken, který si nechá u Roye nářadí        |
| Adam Stevens     |               | umývač oken, sveze plošinou Roye dolů ze střechy |